# Wendy Lodewijckx
Wendy Lodewijckx (21 december 1973) is een Belgisch voormalig korfbalster.

## Levensloop
Lodewijckx was actief bij AKC. Daarnaast maakte ze deel uit van het Belgisch korfbalteam waarmee ze onder meer zilver behaalde op het wereldkampioenschap van 2003.